# Santa Creu de Pavia
Santa Creu de Pavia és una església del poble de Pavia, al municipi de Talavera (Segarra) inclosa a l'Inventari del Patrimoni Arquitectònic de Catalunya.

## Descripció
L'església de Santa Creu es troba dins del nucli urbà de la vila, construïda directament sobre la roca mare i presenta construccions adossades parcialment als murs sud, oest i nord. Es tracta d'un edifici d'una sola nau, coberta amb volta de canó, i que ha estat modificada amb el temps. La capçalera parteix d'un absis de planta semicircular cobert amb volta de quart d'esfera i ràfec de pedra que en ressegueix el perímetre, il·luminat per una finestra d'una sola peça, de doble esqueixada, actualment paredada. A la façana sud, ocupada parcialment per una construcció moderna que forma l'actual plaça de la Santa Creu, hi ha la porta d'accés amb forma d'arc de mig punt rebaixat i dovellat. No es tracta de la primitiva porta d'accés i respon a modificacions posteriors que van afectar l'edifici. Al costat dret d'aquesta façana hi ha un campanar d'espadanya de dos ulls que també és fruit de modificacions posterior que van afectar i alterar l'estructura de l'església primitiva. L'aparell constructiu emprat és amb carreus de pedra local, no gaire ben treballats i irregulars, disposats amb tendència a la uniformitat.

## Història
No es conserven referències documentals medievals de l'església de la Santa Creu de Pavia. Aquesta estigué inclosa dins el bisbat de Vic i molt probablement durant l'edat mitjana fou sufragània de la parròquia de Santa Maria de Civit, com consta en una visita pastoral de 1685.
La dependència del bisbat de Vic perdurà fins a 1957, quan passà a formar part de la diòcesi de Solsona.
És molt probable que la construcció de l'absis d'aquesta església reaprofités elements constructius anteriors, com una torre de guaita, que una vegada reconquerit el territori durant el segle xi, ja havia perdut la seva funció defensiva.